# Ypthima eupeithes
Ypthima eupeithes är en fjärilsart som beskrevs av Hans Fruhstorfer 1911. Ypthima eupeithes ingår i släktet Ypthima och familjen praktfjärilar. Inga underarter finns listade i Catalogue of Life.